# Вільна ліцензія
Ві́льна ліце́нзія — юридичний документ, який автори (або власники авторських прав) можуть використовувати, щоб публікувати власні твори на умовах, які дозволяють вільне поширення, використання і переробку цих творів будь-якою людиною, як некомерційно, так і комерційно. Такі твори називають вільними творами або вільним вмістом.
Початково вільні ліцензії розробляли для вільних комп'ютерних програм, але згодом виникли також ліцензії для інших типів творів. Аби ліцензія могла називатися вільною, вона мусить відповідати таким критеріям: 
1. Дозволяти вільне використання (зокрема виконання у випадку музичних чи літературних) і розповсюдження твору будь-якою людиною як комерційно так і некомерційно;
2. Дозволяти створення похідних робіт (перекладів, адаптацій, реміксів, просто модифікованих версій тощо) і розповсюджувати такі твори на тих самих умовах.

Деякі вільні ліцензії вимагають, щоб похідні твори розповсюджувались на умовах тієї самої або сумісної ліцензії (іншими словами, забороняють випускати похідні твори на умовах не-вільних ліцензій). Зокрема, такими ліцензіями є GNU GPL та CC BY-SA.
Слід враховувати, що не всі ліцензії, які дозволяють вільне розповсюдження чи використання твору/програми є вільними ліцензіями. Наприклад, хоча Flash Player є безкоштовним, він не є вільним програмним забезпеченням. Також з усіх ліцензій Creative Commons вільними ліцензіями є лише ті, які не містять заборон на створення похідних творів та на комерційне використання (а саме CC BY, CC BY-SA і CC0).

## Приклади вільних ліцензій
- Affero General Public License
- Apache License
- GNU Free Documentation License
- GNU General Public License
- GNU Lesser General Public License
- Mozilla Public License
- Ліцензія BSD
- Creative Commons Attribution ShareAlike